# ジェームス・ロドウェル
ジェームス・ロドウェル（James Rodwell、1984年8月23日 - ）は、イングランドの元ラグビー選手。

## プロフィール
- イングランド・ウェンドーヴァー出身[1]。
- ポジションはフランカー(FL)。
- 身長 195cm、体重 106kg
- 7人制イングランド代表に選ばれたことがある[2]。

## 略歴
2016年、リオ五輪の7人制イギリス代表に選ばれ銀メダル獲得。
2019年、現役を引退した。 